# 프란티셰크 플라니치카
프란티셰크 플라니치카(체코어: František Plánička; 1904년 7월 2일, 프라하 ~ 1996년 7월 20일, 프라하)는 체코의 전 축구 골키퍼로 체코슬로바키아 역사상 가장 화려한 선수로 손꼽힌다. 그는 현역 시절 전부를 슬라비아 프라하에서 보내며 체코 1부 리그를 8번 우승했고, 미트로파컵을 1번 들어올렸다. 그는 체코슬로바키아 국가대표팀에서도 활약했는데, 신예 시절에는 체코슬로바키아의 1931-32년 중부 유럽 선수권 대회 준우승에 일조했고, 이후 1934년 월드컵에는 주장으로 참가해 준우승에 입상했고, 1938년 대회에서도 골문을 지켰다.
플라니치카는 용기 있는 선수로, 1938년 월드컵에서 브라질과의 경기에 중상을 당하고도 골문을 지켰다. 그는 반사 신경과 선방력이 뛰어난 골키퍼로 회자되며, 스포츠 윤리의식이 철저해 경고나 퇴장을 당한 적이 없었다. 그는 1985년에 유네스코로부터 국제 페어플레이상을 받기도 했다.
당대와 역대 모두 최고의 골키퍼로 정평이 난 그는 1999년에 국제축구역사통계연맹의 20세기 체코 최고의 골키퍼이자 유럽의 6번째 골키퍼, 세계 9번째 골키퍼로 선정했다. 2003년, 그는 당대 최고의 골키퍼로 선정되었는데, 이 목록에 주요 선수들로 리카르도 사모라와 잔피에로 콤비도 있었다.

## 클럽 경력
프라하 출신인 플라니치카는 현역 시절은 인생 대부분을 보낸 체코 수도에 있었다. 현역 이전에 플라니치카는 슬로반 프라하 VII, 우니온 VII, 스타로메츠스키 올림피아, 그리고 부베네츠에서 활약했다. 그는 1923년부터 1938년까지 슬라비아 프라하에서 활약했는데, 이 시기는 구단 최고 전성기로 회자된다. 그가 활약한 1925년부터 1938년까지 13년 동안, 슬라비아는 리그를 7번 우승했고, 이 기간 동안 플라니치카는 196번의 리그 경기에 출전했다. 그는 총 969번의 경기에 출전했는데, 이 중 742번의 경기에서 슬라비아에 승리를 선사했다. 골키퍼 치고는 신장이 평균 이하인 1.72m였던 그는 효율적인 선방형 골키퍼로, 곡예사같은 활약으로 "프라하의 고양이"라는 별칭이 붙었다.
1932년, 슬라비아는 미트로파컵 준결승전에 올랐다. 유벤투스와의 1차전에서 슬라비아가 4-0으로 승리했지만, 2차전에서 유벤투스가 2-0으로 앞서나가는 와중에 RSSSF의 기록에 따르면, 슬라비아가 시간을 낭비하고 경기 진행을 방해한 것으로 기록되었는데, 그에 따라 관중석에서 짱돌을 비롯해 투사체를 던진 것으로 기록되었다. 이 중 플라니치카가 한 투사체에 맞아 중상을 당했다. 슬라비아는 이로 인해 경기장을 나가 경기가 중단되었고, 슬라비아는 실격 처리되었다.
플라니치카는 슬라비아 소속으로 1926년, 1927년, 1928년, 1930년, 1932년, 그리고 1935년에 보헤미아컵(국내 컵대회)을 우승했다. 그의 처음이자 마지막 국제 대회 우승의 염원은 1938년에 미트로파컵을 우승하면서 이루어졌다.

## 국가대표팀 경력
플라니치카는 1926년부터 1938년까지 73번의 체코슬로바키아 국가대표팀 경기에 출전했는데, 이는 당시 역대 최다 국가대표팀 출전 기록으로, 이 기록은 1966년에 라디슬라프 노바크가 74번째 경기를 출전하면서 경신되었다. 플라니치카는 37번의 국가대표팀 경기에 주장으로 출전했다. 그의 첫 국가대표팀 경기는 1926년 1월 17일, 1-3으로 패한 이탈리아전이었다.

### 1934년 월드컵

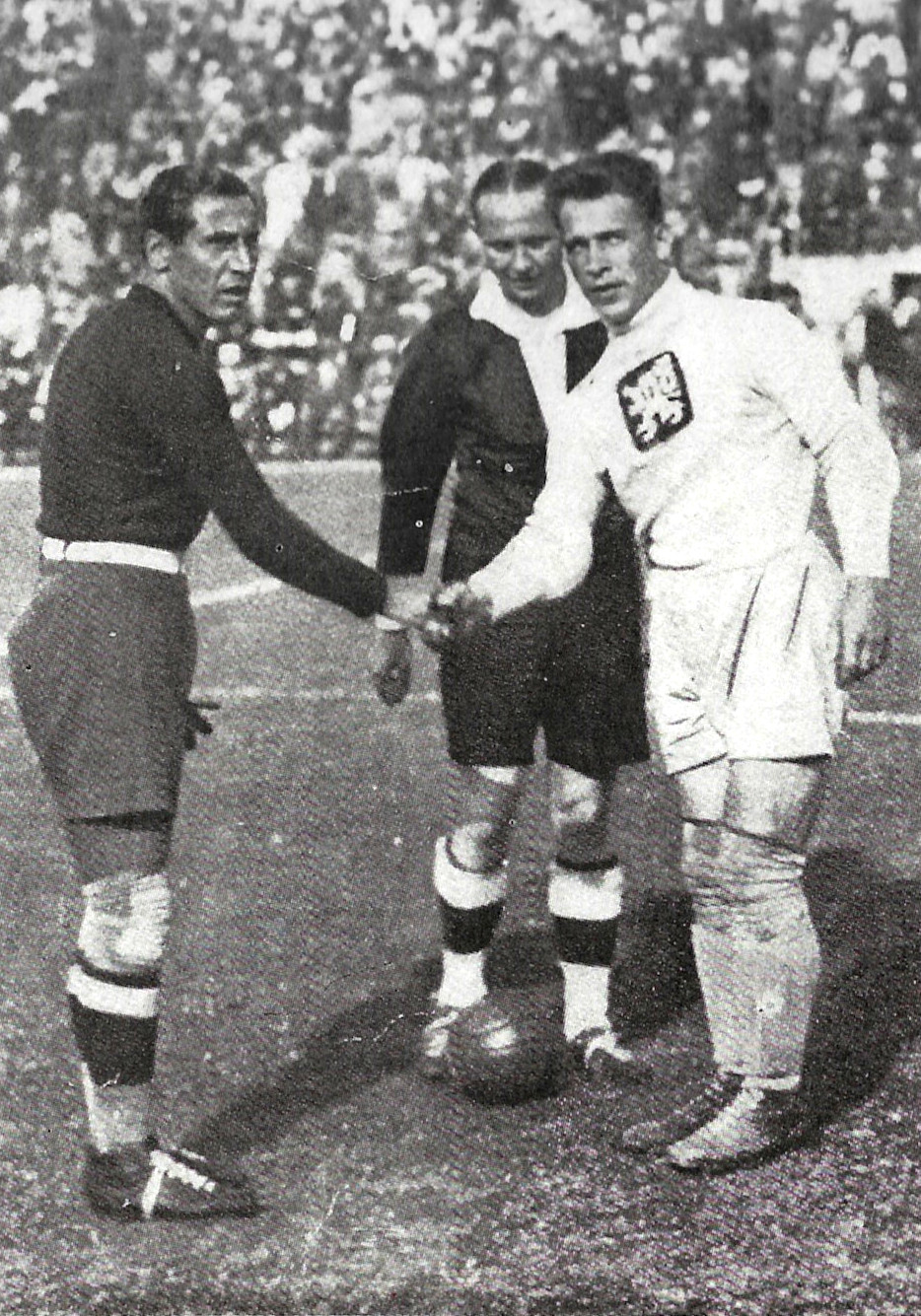
양측의 골키퍼이자 주장인 잔피에로 콤비(좌측)와 프란티셰크 플라니치카가 국가 파시스트당 국립경기장에서 열린 1934년 월드컵 결승전을 앞두고 악수를 나누고 있다. 1934년 6월 10일에 열린 이 경기는 이탈리아의 2-1 승리로 끝났다.

플라니치카는 체코슬로바키아의 1934년 월드컵 본선행을 견인했고, 대회에서 주장을 맡았다. 16강에서 루마니아, 8강에서 스위스를 꺾은 체코슬로바키아는 준결승전에서 독일의 상대했다. 체코는 선제골을 기록했지만, 후반전에 루돌프 노아크가 그를 꼼짝 못하게 하는 동점골을 넣어 승부가 원점으로 돌아갔다. 체코슬로바키아가 다시 앞서나가는 골과 막판 쐐기골을 엮어 3-1로 이기고 결승전에 진출했다.

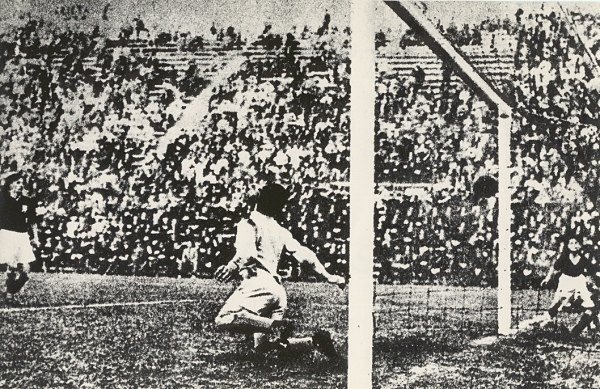
1934년 월드컵 결승전에서 안젤로 스키아비오에게 골을 헌납하는 플라니치카

1934년 6월 10일, 체코슬로바키아는 결승전에서 개최국이자 또다른 당대 최고의 골키퍼인 잔피에로 콤비를 주장으로 둔 이탈리아를 상대했다. 체코슬로바키아는 안토닌 푸츠의 71분 선제골로 앞서나갔지만, 10분 뒤 라이문도 오르시에게 동점골을 헌납하여 경기가 연장전으로 이어졌고, 결국 안젤로 스키아비오에게 실점하며 이탈리아의 승리로 경기가 끝났다. 플라니치카는 4경기에서 6실점을 헌납하고 대회를 마무리했다.

### 1938년 월드컵

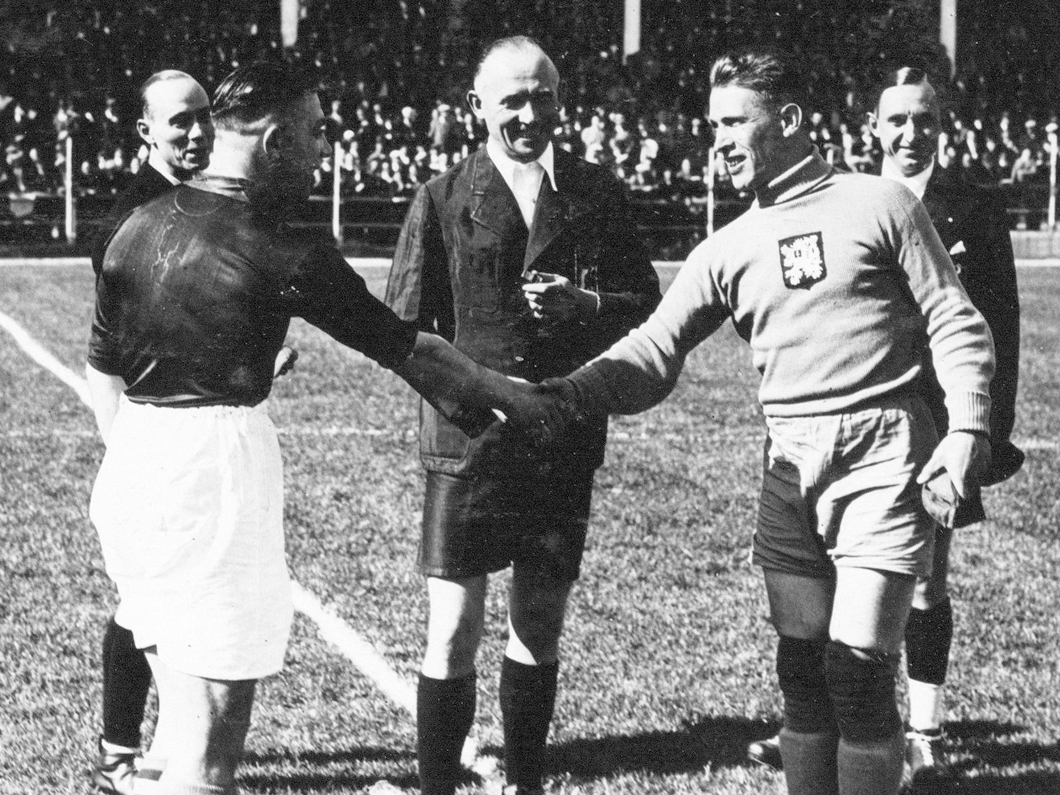
1938년 6월 5일, 르 아브르 시립 경기장에서 열린 네덜란드와의 1938년 월드컵 16강전을 앞두고 퓌크 판 헤일(좌측) 주장과 악수를 나누는 플라니치카

독일국이 슬로바키아를 점령한 후, 플라니치카는 1938년 월드컵에서도 체코슬로바키아의 주장을 맡았다. 체코슬로바키아는 네덜란드와의 16강전에서 3-0으로 이겼는데, 3골 모두 연장전에 기록했다. 7월 12일에 열린 브라질과의 경기는 월드컵 역사상 최악의 난투극으로 회자되는 "보르도의 난투극"이었다. 체코슬로바키아 선수 1명, 브라질 선수 2명이 경기 도중 퇴장당했고, 양국 선수진 모두 부상자가 속출했다. 경기가 1-1로 승부가 나지 않았고, 플라니치카와 그의 동료 올드르지흐 네예들리는 팔이 골절된 채 경기장을 나갔고, 플라니치카도 골을 노리던 브라질의 공격수 페라시우에게 걷어차여 쓰러졌다. 그러나, 플라니치카는 경기장을 바로 나가지 않고, 정규 시간과 연장전이 끝날 때까지 골문을 무득점으로 틀어막았다. 재경기는 2일 후 진행되었고, 플라니치카와 공격진 네예들리와 안토닌 푸츠를 잃은 체코슬로바키아는 1-2로 패하면서 탈락했다.
플라니치카는 이 대회 240분을 출전해 단 1골만을 실점해 90분당 0.38골로 최저 실점률을 기록했다.(이 대회를 우승한 이탈리아의 알도 올리비에리보다 낮다.) 그는 이 기자들로부터 대회 최고의 선수단으로 선정되었다. 브라질과 보르도에서 격돌한 경기는 플라니치카의 국가대표팀 마지막 경기이기도 했다.

## 은퇴 후
플라니치카는 은퇴 후에도 건강과 신체 상태 관리에 전념했다. 1970년 7월 4일, 플라니치카는 전직 국가대표 선수들과의 경기에서 마지막으로 골문을 지켰다. 1985년, 유네스코는 그의 경력에 대한 공로로 명예 페어플레이상을 수상했다.
1994년, 스포츠 명예 훈장을 받은 플라니치카는 눈을 감기 전에 슬라비아가 우승하는 것을 보고 싶다는 소원을 밝혔다. 1995-96 시즌, 슬라비아는 48년의 기다림 끝에 리그를 우승했고, 플라니치카는 그의 친정 구단 우승을 자축했다. 2개월 후, 그는 향년 92세로 영면에 들었다. 그가 임종을 맞이하면서, 그는 1934년 월드컵에 참가해 준우승을 거둔 체코슬로바키아 선수들은 모두 역사의 뒤안길로 떠났다. 체코 국가대표팀의 미드필더 카렐 포보르스키는 그의 장례식에 참석해 본래 계획된 맨체스터 유나이티드 입단 계약을 미뤘다.

## 수상

### 클럽
슬라비아 프라하
- 체코 1부 리그: 1925, 1928–29, 1929–30, 1930–31, 1932–33, 1933–34, 1934–35, 1936–37
- 미트로파컵: 1938

### 국가대표팀
체코슬로바키아
- 월드컵 준우승: 1934
- 중부 유럽 선수권 대회 준우승: 1931-32

### 개인
- 월드컵 올스타 팀: 1938
- 월드컵 최우수 골키퍼: 1938
- 유네스코 국제 페어플레이상: 1985
- 체코 페어플레이상: 1994

## 같이 보기
- 최다 출전 축구 선수 목록
- 원클럽맨 명단